# Терапеут
Терапеут је професионалац који помаже особама да превазиђу болест, дисабилитет или проблем. Неопходно је да терапеути прођу посебну едукацију и стекну искуство под супервизијом као и да науче да користе одређене методе и технике. Социјални радници користе појам као синоним за социотерапеута, мада постоје многе врсте терапија, зависно од поремећаја који се третира, теоријске школе и практичног окружења и средстава.

## Национална професионална удружења која регулишу стандарде едукације психотерапеута
- Савез друштава психотерапеута Србије Архивирано на веб-сајту  (14. јануар 2014)
- Удружење за психотерапију, саветовање и коучинг Србије
- Друштво психолога Србије-Секција за псхотерапију Архивирано на веб-сајту  (2. фебруар 2014)